# オゾン酸化
オゾン酸化（オゾンさんか:オゾン分解（オゾンぶんかい、ozonolysis）あるいは発見者の名前を含めてハリースオゾン分解 (Harries ozonolysis) とも）はオゾンによって有機化合物の炭素-炭素二重結合を酸化切断する酸化反応のことである。
1905年にカール・ハリース (Carl Dietrich Harries) によって報告された反応で、炭素-炭素二重結合を酸化切断して2つのカルボニル基へと変換する反応である。

## 反応機構
反応は基質をジクロロメタン、メタノール、酢酸などの有機溶媒に溶解して −78 ℃ に冷却し、酸素ガス中の無声放電で発生させたオゾンガスを溶液がオゾンガスで飽和するまで吹き込むことで行う。飽和すると溶液がオゾンによって青く着色する。この段階では後述する反応機構の通りオゾニドが生成しているので、これを後処理で分解して目的物を得る。
反応の機構は1953年にルドルフ・クリーゲー (Rudolf Criegee) によって提唱された以下の機構が一般的に受け入れられている。
1. オゾンが二重結合に 1,3-双極子付加反応により付加して、極めて不安定な1,2,3-トリオキソラン（モロゾニド、モルオゾニド (molozonide) と呼ばれる）を生成する。
2. 1,2,3-トリオキソランは分解開裂して、1つのカルボニル化合物 (R1R2C=O) とカルボニルオキシド (R3R4C=O→O に分解する。
3. 塩化メチレンのような不活性な溶媒中ではカルボニル化合物にカルボニルオキシドがもう一度 1,3-双極子付加反応を行い、1,2,4-トリオキソラン（オゾニド (ozonide) と呼ばれる）を生成する。
4. メタノールや酢酸のような求核性を持つ溶媒中ではカルボニルオキシドにこれらの溶媒が付加してヒドロキシヒドロペルオキシドのメチルエーテルや酢酸エステルとなる。
5. 最終的にはオゾニドやヒドロキシヒドロペルオキシドを還元することで目的のカルボニル化合物を得る。

オゾニドやヒドロキシヒドロペルオキシドをどのように処理するかによって異なる目的物が得られる。
通常は酢酸溶媒中亜鉛で還元したり、ジメチルスルフィドで還元することでカルボニル化合物へ誘導する。メタノール中で還元処理を行うと一方のカルボニル化合物はジメチルアセタール化されて得られる。
酸や熱によって分解すると、二重結合上の炭素に水素が結合していた場合にはカルボン酸に酸化されて得られる。両方の炭素に水素が結合していた場合にはどちらか一方がアルデヒド、もう一方がカルボン酸で得られる。水素化ホウ素ナトリウムや水素化アルミニウムリチウムを還元剤として使用すると得られたカルボニル化合物からさらに還元が進み、アルコールが得られる。
オゾニドやヒドロペルオキシドは爆発性を持つため、残存した状態で溶媒を留去して濃縮することは非常に危険である。充分に還元反応を行って完全にオゾニドやヒドロペルオキシドを消費しておく必要がある。爆発の危険を避けるために、オゾン酸化の代わりに四酸化オスミウムによる二重結合の 1,2-ジヒドロキシ化に続く過ヨウ素酸ナトリウムによるグリコール開裂によってカルボニル化合物を得る方法が用いられることがある。しかし、試薬が高価であることや四酸化オスミウムが猛毒性であるなどの別の問題点があり一長一短である。